# منطقه ناماتانائی
منطقه ناماتانائی (انگلیسی: Namatanai District) یک منطقهٔ مسکونی در پاپوآ گینه نو است که در استان ایرلند نو واقع شده‌است.

## خصوصیات
منطقه ناماتانائی ۶٬۵۷۴ کیلومترمربع مساحت و ۱۱۰٬۹۰۵ نفر جمعیت دارد.